# Chalcoecia harminella
Chalcoecia harminella är en fjärilsart som beskrevs av Dyar 1920. Chalcoecia harminella ingår i släktet Chalcoecia och familjen nattflyn. Inga underarter finns listade i Catalogue of Life.